# Марко Поло (телесеріал)
Марко Поло (англ. Marco Polo) — американський історичний телесеріал, створений на замовлення компанії Netflix, що оповідає про подорож легендарного венеційського купця Марко Поло. Прем'єра телесеріалу відбулася 12 грудня 2014 року через онлайн сервіс компанії. Майже через місяць після прем'єри Netflix анонсував продовження серіалу. 1 липня 2016 року відбулась прем'єра другого сезону.

## Сюжет
Молодий італієць Марко Поло разом зі своїм батьком у складі групи європейських купців прибуває до Монгольської імперії, якою у цей час править Хубілай-хан. Батько Марко пропонує хану свого сина в служіння, в обмін на право торгівлі на Шовковому шляху. Марко навчається місцевим традиціям і культурі, та мимоволі втягується в політичні інтриги при дворі.